# Aloe petrophila
Aloe petrophila är en grästrädsväxtart som beskrevs av Neville Stuart Pillans. Aloe petrophila ingår i släktet Aloe och familjen grästrädsväxter. Inga underarter finns listade i Catalogue of Life.